# Comtat de Zadar
El Comtat de Zadar - Zadarska županija és un comtat de Croàcia, situat al nord de Dalmàcia i al sud-est de Lika. La capital és la ciutat de Zadar. Les principals ciutats del comtat són: Zadar, Benkovac, Biograd, Nin, Obrovac i Pag. També inclou les illes de Dugi Otok, Ugljan, Pašman i la major part de Pag, així com d'altres més petites. En el territori hi ha el parc nacional de Paklenica. El territori del comtat és de 7.854 km², però només 3.642 km² de terra, la qual cosa significa el 6,4% del territori de Croàcia. El terreny marítim és de 3.632 km² i l'àrea insular de 580 km². La població del comtat és de 200.936 (el 4,5% del total de Croàcia), dels quals 129.000 viuen a la zona costanera, 21.000 a les illes i 50.000 a l'interior.

## Demografia
| Ètnia     | Població | Percentatge |
| --------- | -------- | ----------- |
| Croats    | 151.188  | 93,30%      |
| Serbis    | 5.716    | 3,53%       |
| Albanesos | 629      | 0,39%       |
| Eslovens  | 267      | 0,16%       |
| Bosnians  | 266      | 0,16%       |

## Divisió administrativa
El comtat de Zadar es divideix en:
CiutatZadar
VilesBenkovac, Biograd na Moru, Nin, Obrovac, Pag
MunicipisGračac, Bibinje, Galovac, Jasenice, Kali, Kukljica, Ostrovičke, Novigrad, Pakoštane, Pašman, Petrčane, Polača, Poličnik, Posedarje, Povljane, Preko, Privlaka, Ražanac, Sali, Stankovci, Starigrad, Sukošan, Sveti Filip i Jakov, Škabrnja, Tkon, Vir, Vrsi, Zemunik Donji

## Govern del comtat
Des del 2005 el župan és Ivo Grbić, de la Unió Democràtica Croata (HDZ), I l'assemblea del comtat té 41 representants:
- Unió Democràtica Croata: 20
- Partit Socialdemòcrata de Croàcia (SDP): 10
- Partit dels Camperols de Croàcia (HSS): 4
- Partit Social Liberal de Croàcia (HSLS): 4
- Partit Popular Croata (HNS): 3